# Abdirizak Haji Hussein
Abdirizak Haji Hussein (ur. 24 grudnia 1924 w Galcaio, zm. 31 stycznia 2014 w Minneapolis) – premier Somalii od 14 czerwca 1964 do 15 lipca 1967.
W 1943 był jednym z założycieli Ligi Młodzieży Somalii (SYL). Przywódca jej radykalnego skrzydła i dwukrotny przewodniczący tej partii (1945–1954 i 1956–1958), przebywał na emigracji w Egipcie w latach 1953–1956. W 1958 założył Ligę Wielkiej Somalii (od 1961 Somalijska Unia Demokratyczna).